# 秋山輝男

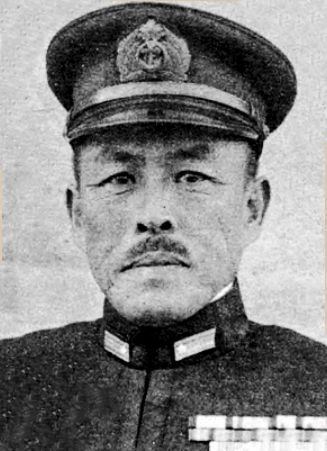

秋山 輝男（あきやま てるお、1891年（明治24年）9月16日 - 1943年（昭和18年）7月6日）は、日本の海軍軍人。最終階級は海軍中将。

## 経歴
熊本県出身。1913年（大正2年）12月、海軍兵学校（41期）を卒業。翌年12月、海軍少尉に任官し「朝日」乗組となる。1920年（大正9年）11月、海軍水雷学校高等科を卒業し、「磯風」水雷長、「第35潜水艦」「第45潜水艦」の各乗組、呉防備隊分隊長などを経て、1924年（大正13年）2月、「吹雪」駆逐艦長に就任。「夕暮」掃海艇長、「第1号掃海艇」長を歴任し、1926年（大正15年）12月、海軍少佐に昇進し「橘」駆逐艦長となった。
1928年（昭和3年）1月、二度目の「第1号掃海艇」長に就任し、「柏」「早蕨」「浜風」の各駆逐艦長、呉防備隊水雷長、呉鎮守府付などを経て、1932年（昭和7年）12月、海軍中佐に進級し「叢雲」駆逐艦長となった。兼「薄雲」駆逐艦長、呉防備隊副長、第11掃海隊司令などを歴任し、1937年（昭和12年）12月、海軍大佐に昇進し第30駆逐隊司令に着任。
1938年（昭和13年）12月、第4駆逐隊司令に異動し、第34駆逐隊司令（隊名変更）を経て、1939年（昭和14年）11月、「那珂」艦長に着任。佐世保鎮守府付、第1砲艦隊司令を経て、第1防備隊司令として太平洋戦争を迎えた。
1942年（昭和17年）3月、第21潜水艦基地隊司令に就任し、次いで呉鎮守府付となり、同年11月、海軍少将に進級。同月、佐世保第2海兵団長に発令され、1943年（昭和18年）3月、第3水雷戦隊司令官に着任した。同年7月、クラ湾夜戦において戦死。没後、海軍中将に進級。墓所は多磨霊園(15-2-1)